# Perifeer bloed
Perifeer bloed is het bloed dat door het vaatstelsel van het lichaam circuleert en niet geconcentreerd is in een specifiek orgaan, zoals het beenmerg. Het perifere bloed, dat voortdurend wordt geregenereerd, zowel arterieel als veneus, speelt een essentiële rol in het lichaam; positief doordat het voedingsstoffen, zuurstof en afvalstoffen van de stofwisseling, hormonen en moleculen van het immuunsysteem naar weefsels transporteert. en soms negatief doordat het metastatische kankercellen, microben en bepaalde parasieten meeneemt.
Het bloed is het onderwerp van bloedonderzoek en bloeduitstrijkjes. Het wordt ook gebruikt voor veel in vitro-onderzoeken, waarbij naar veel biomarkers kan worden gezocht.
Bloed wordt voor bloedtransfusies gebruikt en in het bijzonder als bron van serum en specifieke cellen, waaronder rode bloedcellen en perifere bloedstamcellen of PBMC's. PBMC's of mononucleaire cellen uit perifeer bloed die over het algemeen worden geïsoleerd door middel van dichtheidscentrifugatie en die, met name wanneer ze afkomstig zijn van een gezonde donor, kunnen dienen als drager voor de vermenigvuldiging van bepaalde virussen. Mononucleaire cellen zijn cellen met een celkern: drie soorten lymfocyten: T-cellen, B-cellen en NK-cellen en monocyten.
|  |  |  |  |